# XXII. Zimske olimpijske igre – Soči 2014.
XXII. Zimske olimpijske igre – Soči 2014. su se održavale od 7. veljače do 23. veljače 2014. u Sočiju, u Rusiji. Ovo su biti prve Zimske olimpijske igre organizirane u Rusiji, jer je Moskva kao dio SSSR-a, 1980. bila domaćin ljetnih olimpijskih igara.

## Odluka o domaćinstvu
Odluka o domaćinstvu donesena je na zasjedanju MOO-a 4. srpnja 2007. u Gvatemali.
Druga dva kandidata su bili austrijski Salzburg i južnokorejski Pyeongchang.
| Grad        | Država       | 1. krug | 2. krug |
| Soči        | Rusija       | 34      | 51      |
| Pyeongchang | Južna Koreja | 36      | 47      |
| Salzburg    | Austrija     | 25      | -       |

### Lobisti
- Pyeongchang

Od poznatijih lobista, Južnokorejci su uzeli i Alberta Tombu.
- Salzburg

- Soči

U lobiranje za dobivanje domaćinstva za grad Soči se angažirao i sam ruski predsjednik Vladimir Putin, koji je par tjedana imao živu diplomatsku aktivnost (neposredno prije zasjedanja bio je u posjetu Georgeu Bushu, a par tjedana prije je bio i na Energetskom summitu u Zagrebu).

## Zastupljeni športovi
Na XXII. Zimskim olimpijskim igrama natjecanja su u 15 športova (u zagradi je broj disciplina po pojedinom športu):
- alpsko skijanje (10)
- biatlon (11)
- bob (3)
- skijaško trčanje (12)

- curling (2)
- umjetničko klizanje (4)
- slobodno skijanje (10)
- hokej na ledu (2)

- sanjkanje (4)
- nordijska kombinacija (3)
- brzo klizanje na kratkim stazama (8)
- skeleton (2)

- skijaški skokovi (4)
- snowboard (10)
- brzo klizanje (12)

## Zemlje sudionice
Rekordnih 88 nacija nastupa na igrama, šest više nego u Vancouveru. Dominika, Malta, Paragvaj, Istočni Timor, Togo, Tonga i Zimbabve po prvi puta samostalno nastupaju na zimskim olimpijskim igrama. Indija bi trebali imati 3 natjecatelja, ali MOO je suspendirao Olimpijski odbor Indije pa će ta tri natjecatelja nastupiti pod olimpijskom zastavom kao "nezavisni olimpijski natjecatelji", ako se ne ukine zabrana.
| - Albanija - Alžir - Američki Djevičanski Otoci - Andora - Argentina - Armenija - Australija - Austrija - Azerbajdžan - Bjelorusija - Belgija - Bermudi - Bosna i Hercegovina - Brazil - Britanski Djevičanski Otoci - Bugarska - Cipar - Crna Gora - Čile - Češka - Danska - Dominika - Estonija - Etiopija - Finska - Francuska - Gana - Gruzija - Grčka - Hong Kong - Hrvatska | - Island - Iran - Irska - Istočni Timor - Izrael - Italija - Jamajka - Japan - JAR - Južna Koreja - Kanada - Kajmanski Otoci - Kazahstan - NR Kina - Kirgistan - Kolumbija - Latvija - Libanon - Lihtenštajn - Litva - Mađarska - Sjeverna Makedonija - Malta - Maroko - Meksiko - Moldavija - Monako - Mongolija - Maroko - Nepal - Nizozemska | - Novi Zeland - Norveška - Njemačka - Pakistan - Paragvaj - Peru - Poljska - Portugal - Rumunjska - Rusija - SAD - San Marino - Senegal - Sjeverna Koreja - Srbija - Slovačka - Slovenija - Španjolska - Švedska - Švicarska - Republika Kina - Tadžikistan - Togo - Tonga - Turska - Ujedinjeno Kraljevstvo - Ukrajina - Uzbekistan - Zimbabve |

## Olimpijski park Soči
Olimpijski park Soči izgrađen je na samoj crnomorskoj obali, u Imeretinskoj dolini, na svega 4 kilometara od granice s Gruzijom. Svi objekti su novi.
Objekti koji se nalaze u sklopu Olimpijskog parka su:
- Ledena dvorana Boljšoj – hokej na ledu, kapacitet 12,000 gledatelja
- Ledena dvorana Šajba – hokej na ledu, kapacitet 7,000 gledatelja
- Adler arena – brzo klizanje, kapacitet 8,000 gledatelja
- Ajsberg klizačka dvorana – umjetničko klizanje, brzo klizanje, kapacitet 12,000 gledatelja
- Ledena kocka – curling, kapacitet 3,000 gledatelja
- Olimpijski stadion Fišt – kapacitet 40,000 gledatelja, svečana ceremonija otvaranja i zatvaranja Igara;
- Olimpijsko selo
- Svjetski televizijski i novinarski centar

## Raspored natjecanja
| SO | Svečano otvaranje | ● | Natjecateljski dani | 1 | Broj finala | GE | Gala egzibicije | SZ | Svečano zatvaranje |

| veljača                          | veljača                          | 6. čet. | 7. pet. | 8. sub. | 9. ned. | 10. pon. | 11. uto. | 12. sri. | 13. čet. | 14. pet. | 15. sub. | 16. ned. | 17. pon. | 18. uto. | 19. sri. | 20. čet. | 21. pet. | 22. sub. | 23. ned. | disc. |
| -------------------------------- | -------------------------------- | ------- | ------- | ------- | ------- | -------- | -------- | -------- | -------- | -------- | -------- | -------- | -------- | -------- | -------- | -------- | -------- | -------- | -------- | ----- |
| Svečane ceremonije               | Svečane ceremonije               |         | SO      |         |         |          |          |          |          |          |          |          |          |          |          |          |          |          | SZ       |       |
| alpsko skijanje                  | alpsko skijanje                  |         |         |         | 1       | 1        |          | 1        |          | 1        | 1        | 1        |          | 1        | 1        |          | 1        | 1        |          | 10    |
| biatlon                          | biatlon                          |         |         | 1       | 1       | 1        | 1        |          | 1        | 1        |          | 1        | 1        |          | 1        |          | 1        | 1        |          | 11    |
| bob                              | bob                              |         |         |         |         |          |          |          |          |          |          | ●        | 1        | ●        | 1        |          |          | ●        | 1        | 3     |
| brzo klizanje                    | brzo klizanje                    |         |         | 1       | 1       | 1        | 1        | 1        | 1        |          | 1        | 1        |          | 1        | 1        |          | ●        | 2        |          | 12    |
| brzo klizanje na kratkim stazama | brzo klizanje na kratkim stazama |         |         |         |         | 1        |          |          | 1        |          | 2        |          |          | 1        |          |          | 3        |          |          | 8     |
| curling                          | curling                          |         |         |         |         | ●        | ●        | ●        | ●        | ●        | ●        | ●        | ●        | ●        | ●        | 1        | 1        |          |          | 2     |
| nordijsko skijanje               | nordijsko skijanje               |         |         |         |         |          |          | 1        |          |          |          |          |          | 1        |          | 1        |          |          |          | 3     |
| sanjkanje                        | sanjkanje                        |         |         | ●       | 1       | ●        | 1        | 1        | 1        |          |          |          |          |          |          |          |          |          |          | 4     |
| Skeleton                         | Skeleton                         |         |         |         |         |          |          |          | ●        | 1        | 1        |          |          |          |          |          |          |          |          | 2     |
| skijaško trčanje                 | skijaško trčanje                 |         |         | 1       | 1       |          | 2        |          | 1        | 1        | 1        | 1        |          |          | 2        |          |          | 1        | 1        | 12    |
| skijaški skokovi                 | skijaški skokovi                 |         |         | ●       | 1       |          | 1        |          |          | ●        | 1        |          | 1        |          |          |          |          |          |          | 4     |
| slobodno skijanje                | slobodno skijanje                | ●       |         | 1       |         | 1        | 1        |          | 1        | 1        |          |          | 1        | 1        |          | 2        | 1        |          |          | 10    |
| snowboard                        | snowboard                        | ●       |         | 1       | 1       |          | 1        | 1        |          |          |          | 1        | 1        |          | 2        |          |          | 2        |          | 10    |
| umjetničko klizanje              | umjetničko klizanje              | ●       |         | ●       | 1       |          | ●        | 1        | ●        | 1        |          | ●        | 1        |          | ●        | 1        |          | GE       |          | 5     |
| hokej na ledu                    | hokej na ledu                    |         |         | ●       | ●       | ●        | ●        | ●        | ●        | ●        | ●        | ●        | ●        | ●        | ●        | 1        | ●        | ●        | 1        | 2     |
| ukupno disciplina                | ukupno disciplina                |         |         | 5       | 8       | 5        | 8        | 6        | 6        | 6        | 7        | 5        | 6        | 5        | 8        | 6        | 7        | 7        | 3        | 98    |
| rastuća suma                     | rastuća suma                     |         |         | 5       | 13      | 18       | 26       | 32       | 38       | 44       | 51       | 56       | 62       | 67       | 75       | 81       | 88       | 95       | 98       |       |
| veljača                          | veljača                          | 6. čet. | 7. pet. | 8. sub. | 9. ned. | 10. pon. | 11. uto. | 12. sri. | 13. čet. | 14. pet. | 15. sub. | 16. ned. | 17. pon. | 18. uto. | 19. sri. | 20. čet. | 21. pet. | 22. sub. | 23. ned. | disc. |

## Vanjske poveznice
- Candidature acceptance procedure for the XXII Olympic Winter Games 2014  Arhivirana inačica izvorne stranice od 21. veljače 2006. (Wayback Machine)
- Sochi 2014, Candidate City  Arhivirana inačica izvorne stranice od 11. travnja 2013. (Wayback Machine)
- Salzburg 2014, Candidate City  Arhivirana inačica izvorne stranice od 25. svibnja 2008. (Wayback Machine)
- PyeongChang 2014, Candidate City  Arhivirana inačica izvorne stranice od 13. lipnja 2008. (Wayback Machine)
- Homepage of the Jaca bid  Arhivirana inačica izvorne stranice od 16. lipnja 2006. (Wayback Machine)
- Homepage of the Almaty bid  Arhivirana inačica izvorne stranice od 22. veljače 2006. (Wayback Machine)
- Homepage of the Sofia bid  Arhivirana inačica izvorne stranice od 19. kolovoza 2006. (Wayback Machine)
- Homepage of the Borjomi bid  Arhivirana inačica izvorne stranice od 23. srpnja 2013. (Wayback Machine)
- Information on current bid process
- IOC press release about the bid process (26. listopada 2005.)
- Article giving a short summary of each applicant city  Arhivirana inačica izvorne stranice od 1. siječnja 2013. (Wayback Machine)
- IOC official site
- Info portal "Olympic Winter Games 2014"  Arhivirana inačica izvorne stranice od 11. siječnja 2014. (Wayback Machine)

- završne kandidature
  - Sochi 2014
  - Salzburg 2014  Arhivirana inačica izvorne stranice od 9. svibnja 2008. (Wayback Machine)
  - PyeongChang 2014  Arhivirana inačica izvorne stranice od 28. rujna 2007. (Wayback Machine)

- ponudne brošure
  - Sochi 2014  Arhivirana inačica izvorne stranice od 10. studenoga 2006. (Wayback Machine)
  - Salzburg 2014  Arhivirana inačica izvorne stranice od 28. svibnja 2008. (Wayback Machine)
  - Jaca 2014  Arhivirana inačica izvorne stranice od 5. rujna 2009. (Wayback Machine)
  - Almaty 2014[neaktivna poveznica]
  - PyeongChang 2014  Arhivirana inačica izvorne stranice od 28. svibnja 2008. (Wayback Machine)
  - Sofia 2014  Arhivirana inačica izvorne stranice od 23. kolovoza 2006. (Wayback Machine)
  - Borjomi 2014  Arhivirana inačica izvorne stranice od 21. lipnja 2007. (Wayback Machine)